# Иоаким Опочский
Иоаким Опочский (ум. ок. 1550) — преподобный Русской православной церкви, жил в XVI веке. Память совершается 9 сентября (по юлианскому календарю).
Иоаким был учеником первого псковского пустынножителя Евфросина Псковского, основателя Спасо-Елеазаровского монастыря. Основал на реке Шелони, недалеко от Порхова, Опочский монастырь святого пророка Илии. Умер около 1550 года. О его смерти в рукописным святцах сказано: «преподобный отец Иоаким, игумен Опочского монастыря святого пророка Илии на реке Шелоне, преставися месяца сентября в 9-й день».
Его мощи почивают под спудом в церкви во имя пророка Илии основанной им обители, которая в 1688 году была упразднена (церковь стала приходской).